# نسطورية
نسطورية نسبةً الى البطريرك نسطوريوس، هذا يتم اعتباره حواري في القرآن وهو مؤمن جدا نسطورية هو المعتقد الديني المسيحي الرافض لعقيدة مجمع أفسس المعقود عام 431. يُعرّف أنصار كيرلس الأول -بابا الإسكندرية وخصم نسطوريوس- النسطورية بأنها العقيدة التي لا تؤمن بأن يسوع المسيح مكون من جوهرين يعبر عنهما بالطبيعتين وهما: جوهر إلهي وهو الكلمة، وجوهر إنساني أو بشري وهو يسوع، وبحسب النسطورية لا يوجد اتحاد بين الطبيعتين البشرية والإلهية في شخص يسوع المسيح، بل هناك مجرد صلةٍ بين الإنسان والألوهية، وبناءً عليه لا يجوز إطلاق لقب «والدة الإله» على السيدة مريم العذراء استناداً للنسطورية، فهي لم تلد إلهاً بل إنساناً فقط حلّت عليه «كلمة الله» أثناء العماد وفارقته عند الصلب، وبذلك يكون هذا المذهب مخالفاً للمسيحية التقليدية القائلة بوجود أقنوم الكلمة المتجسد الواحد ذي الطبيعتين الإلهية والبشرية.
( كبرت كلمة تخرج من أفواههم أن يقولوا الا كذبا )
سورة الكهف
الفتية السبعة
سُمّيت هذه العقيدة باسم نسطور بطريرك القسطنطينية الذي فضّل استعمال عبارة كريستوطوقس (والدة المسيح) بدلاً من الثيوطوقس (والدة الله) في وصف مريم العذراء. أدى موقف نسطور هذا إلى نشوب خلاف عقائدي بينه وبين كيرلس بطريرك الإسكندرية وصل في نهاية الأمر إلى حرمانه ومنع تعاليم مدرسة الرها المقربة منه. غير أن نسطور نفى في كتابه بازار هيراقليدس الذي كتبه في منفاه بمصر أن يكون قد دعا إلى فصل الطبيعتين. يرى معظم لاهوتيي القرن العشرين أن نسطور نفسه لم يكن نسطورياً بحسب التعريف التقليدي للمصطلح.
أدى إغلاق مدرسة الرها إلى نزوح معلميها وطلابها الذين تعاطفوا مع نسطور إلى مدرسة نصيبين الواقعة ضمن الإمبراطورية الساسانية وأحد معاقل كنيسة المشرق الرئيسية. ونتيجةً لتأثيرهم لم تعترف كنيسة المشرق بمجمع إفسس ما أدى إلى وصفها بالنسطورية. يتفق اللاهوتيون في أن وصف كنيسة المشرق بالنسطورية غير دقيق من الناحيتين العقائدية والتاريخية. كذلك نُعت أتباع مجمع خلقيدونية الذي حاول حل الخلاف النسطوري ب«النساطرة» من قبل الأرثوذكس المشارقة وخاصةً في الفترة التي سبقت وصول جستينيان الأول لسدة الحكم في الإمبراطورية البيزنطية.
أدى دعم كنيسة المشرق لنسطور ورفضها لقرارات مجمع إفسس في سينودس بيث لافط سنة 484 إلى وصفها ب«الكنيسة النسطورية»، حيث يعتبر نسطور أحد قديسيها كما سميت إحدى أنافورات كنيسة المشرق باسمه. تباين رأي أتباع الكنيسة بين مدافعٍ عن نسطور لكونه مدافعاً عن «العقيدة الأرثوذكسية»، وبين من رأى أنه ليس من آباء كنيسة المشرق وبالتالي فإن أفكاره بغض النظر عن كونها زندقةً أو لا ليست بذات أهميةٍ بالنسبة إلى هذه الكنيسة.
وقد أدت هذه المعتقدات لدى النساطرة إلى نبذهم ومعاداتهم من قبل متّبعي كيرلس الأول الإسكندري، ولذلك فإنهم حُرموا من قبل مجمع إفسوس عام 431 ومجمع خلقيدونية عام 451، وعلى الرغم من معاداتهم ونبذهم استمر نسطوريوس في نشر معتقداته التي لاقت قبولاً واسعاً في موطنه أنطاكية حتى انتشرت إلى الشرق في بلاد فارس وبلاد ما بين النهرين وامتد التأثير ليشمل الجزيرة العربية. توسع الخلاف بينهم وبين أتباع كيرلس الأول أيضاً ليشمل الطقوس الدينية، فقد أولى النساطرة العبادة والطقوس الدينية أهميةً كبيرةً، وقد تطورت طقوسهم الدينية منذ السنوات الأولى لانفصالهم عن الكنيسة الأم حيث يلتقون للصلاة في الصباح الباكر وفي المساء.
تحاشى النساطرة الفيليوك في عقيدتهم، واعتبروا فكرة انبثاق الروح القدس من الآب-الابن غير صحيحةٍ، ومع تقديسهم للسيدة مريم العذراء والصليب إلا أنهم لا يتفقون على تلقيب السيدة العذراء بوالدة الإله، ويمتنعون عن إقامة الصليب في كنائسهم.
ونظراً للصعاب التي لاقتهم في نشر وممارسة دينها في موطنها في الشام فقد اضطروا للهجرة لبلاد فارس من خلال ارض حساس و الزير و كليب تاركين ارض قبببااااائل بني كلب في الشام والتي كانت في ذلك الوقت في صراع بين الإمبراطورية البيزنطية، وهكذا أصبحت بلاد فارس ملجأهم، حيث استفادوا من لجوئهم فأقاموا عدد من الكنائس واستطاعوا أن يحملوا البعض من عرب الحيرة على اعتناق ديانتهم، فأثار نجاحهم النسبي في إثارة المخاوف لدى الفرس، فقد شعروا بأنهم يجب ألَّا يسمحوا لهذه الحركة الدينية بأن تنتشر بين اتباعهم. وفي عهد سابور الثاني تعرضت النسطورية للإضطهاد سنة 379م، حيث اضطرت للهجرة مرة أخرى إلى شبه الجزيرة العربية عن طريق الخليج العربي فاستقروا في ارض خريطة قببببييلة بني تميم بن اسماعيل بن ابراهيم بن ازر و انتشر الدين المسيحي في خريطة قبببييلة بني تميم خريطة ولاية البحرين الكبرى البداية في عمان ومن قبم بدأوا بالانتشار حول الأحساء على السواحل الشرقية لشبه الجزيرة. ولم يتعرض أحد من سكان الجزيرة العربية على هجرتهم ومع مرور الوقت اعتنق عدد قليل من سكان المنطقة. وكان الساحل الشرقي للجزيرة العربية ملجأ ممتاز لهم لعدم وجود حركة مناوئة لهم. وقد ازدهرت النسطورية في شرق الجزيرة العربية، واستطاعت الوصول عبر الطرق التجارية التقليدية بإتجاه الشمال الغربي حتى المدينة، دون أن يكون لها تأثير يذكر .

## روابط خارجية
- الموسوعة البريطانية المختصرة